# Barnim VI de Poméranie
Pour les articles homonymes, voir Barnim.
 (mars 2024).
Barnim VI de Poméranie  (né vers 1365 et mort le 23 septembre 1405) est un duc de Poméranie-Wolgast de 1394 à 1405.

## Biographie

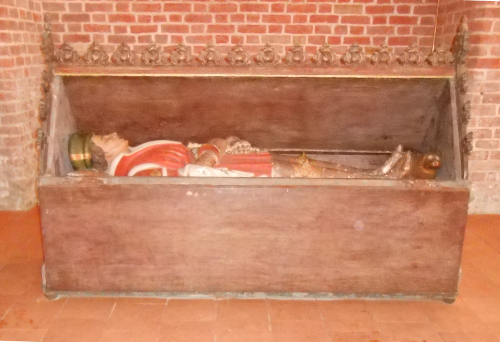
Cénotaphe de bois de Barnim VI dans l'église de Kenz

Barnim VI est le fils de Warcisław VI de Poméranie et d'Anne de Mecklembourg-Stargard. Il succède à son père en 1394 à Wolgast et Barth pendant que son frère cadet Warcisław VIIII de Poméranie (mort 1415) s'établit à Rügen. Après sa mort prématurée, Warcisław VIIII règne sur l'ensemble des possessions familiales jusqu'à son propre décès
Le duc Barnim VI est réputé pour ses activités de piraterie dans la mer Baltique. Il fait érige un fort et un port à cet effet à Warnemünde, qui est détruit par la flotte de Rostock en 1395. Il autorise les « Frères », une organisation de pirates qui agressent les navires de la Ligue hanséatique en mer Baltique, à utiliser la rivière Peene pour hiverner et la baie de Greifswald comme base opérationnelle. Le 10 mars 1398, il signe un traité avec les  villes de la Ligue hanséatique dans lequel il s'engage à ne plus soutenir les « Frères », nommés ensuite « Likedeelers », mais il continue à se livrer à la piraterie pour son propre compte. Lors d'une de ses expéditions il est manque d'être capturé dans le port de Copenhague et l'affaire ne se règle que grâce à une médiation de la reine Marguerite de Danemark et d'Éric de Poméranie. De 1400 à 1403, il  aide le duc Balthazar de Mecklembourg-Werle dans sa campagne contre Lübeck. Barnim VI est lui-même blessé en tentant de prendre la cité de Lübeck et il ne réussit à s'échapper qu'avec difficultés.
Barnim VI meurt de la peste noire alors qu'il effectuait un pèlerinage à l'église Sainte-Marie de Kenz près de Barth afin de s'en protéger. Il décède en chemin à Pütnitz, localité désormais incluse dans Warnemünde le 23 septembre 1405. Il est inhumé dans l'église de Kenz, où un cénotaphe en bois le représente.

## Union et postérité
Barnim VI et son épouse Véronqiue de Nuremberg, sœur putative de Frédéric Ier de Brandebourg, ont trois enfants :  
- Élisabeth (morte entre le 30 mars 1455 et le 9 février 1461), Abbesse de Krummin.
- Warcisław IX de Poméranie duc corégent de Poméranie à Wolgast de 1405 à 1457.
- Barnim VII de Poméranie  duc corégent à Gützkow de 1405 à 1451.